# Парки, сады и скверы Бельц
Парки, сады и скверы Бельц составляют часть зелёных насаждений города.

## Статистика
Зелёные насаждения Бельц и пригородов вместе с водной поверхностью занимают около 18 % городской территории (по данным 2005 года) момента принятия Генерального плана Бельц 2005 года. К 2005 году на 1 жителя города приходилось около 13 м² насаждений в трёх садах Бельц. Общая площадь зелёных насаждений в главных трасс садах Бельц превышает 13,504 га, к которым добавляется площадь 1 природного парка (у городского озера), 1 парк (у речного канала), 1 сад (кроме основных трёх садов), 5 скверов, 1 бульвар и 378 озеленённых улиц.
Согласно статистическим данным Республики Молдова, в 2018 году в Бельцах насчитывалось 753400 м² зелёных насаждений. и 11800 м² плантаций

## География
Зелёные зоны города расположены в различных ландшафтных условиях: на нижней террасе русла Реута: Парк Гребного канала), на высшей части амфитеатра сформированным руслом Реуцела в центре Мариинский сад), на впадине образовавшейся после бомбардировок Второй мировой войны в центральной части города в которой до войны располагались жилые дома Центральный сад. Основу большинства парков и садов Бельц составляют неестественные леса. Центральный сад созданный после послевоенные годы, разбит на территории, где древесная растительность фактически отсутствовала.

## Применимое законодательство
В соответствии с законом Республики Молдова Nr. 591 от 23 сентября 1999 года о зеленых насаждениях городских и сельских населенных пунктов, термином сад называют зеленые насаждения площадью от 3 до 20 гектаров, служащие для ежедневного отдыха и развлечений жителей сопредельных зон, включающие участки, занятые декоративными древесными, кустарниковыми, цветочными и травянистыми растениями.
| Понятие | Критерии |
| ------- | --- |
| парк    | зелёные насаждения площадью более 20 гектаров, обеспечивающие возможность отдыха и развлечений в богатом и разнообразном зеленом пространстве, а также возможность сочетания активных (спорт, игры на воздухе) и пассивных видов отдыха и культурных мероприятий (представления и др.); |
| сад     | зелёные насаждения площадью от 3 до 20 гектаров, служащие для ежедневного отдыха и развлечений жителей сопредельных зон, включающие участки, занятые декоративными древесными, кустарниковыми, цветочными и травянистыми растениями;                                                    |
| сквер   | зелёные насаждения площадью до 3 гектаров, расположенные обычно между улицами и используемые для отдыха и облегчения пешеходам перехода с одной улицы на другую; |

В соответствии с этим законом, основные три сада Бельц также разговорно называют парками: Мариинский сад, Центральный сад и сад Победы.
Также Генеральный градостроительный план Бельц 2005 года включает в себя многочисленные зелёные зоны, а именно различные скверы и парк Гребного канала.
| № п/п | Название             | Район                      | Площадь, га | Вид |
| ----- | -------------------- | -------------------------- | ----------- | --- |
| 1     | Мариинский сад       | Дворянское гнездо          | 3,28        |     |
| 2     | Центральный сад      | Центр                      | 8,62        |     |
| 3     | Сад Победы           | Пэмынтены                  | 4,68/5,40   |     |
| 4     | Парк Гребного канала | Центральный район (Бельцы) | 109,21      |     |

## Текущее положение парковой культуры в Бельцах
Постсоветская эпоха независимой Молдовы характерна для парков, садов и северов продолжением деградации сильвикультуры, исчезновением исторических планов парков, в частности исторических спроектированных симметричных пешеходных дорожек которые перекрыли многочисленные рестораны.
Более 6 гектаров всех бельцких парков находятся, в обход публичного тендера, в собственности частных владельцев увеселительных заведений, при том что в бюджет примэрии Бельц поступают незначительные суммы в месяц за аренду площадей.